# Saint-Clémentin

Saint-Clémentin este o comună în departamentul Deux-Sèvres, Franța. În 2009 avea o populație de 529 de locuitori.